# Leerbedrijf
Een leerbedrijf is een bedrijf waar een scholier die een opleiding volgt stage kan lopen. Vaak zijn dit opleidingen waarbij de scholier slechts een of twee dagen per week naar school gaat. De overige dagen is de scholier dan op het leerbedrijf om de theorielessen van de opleiding in de praktijk te oefenen.
Aan leerbedrijven worden wel eisen gesteld, zo moet er minimaal een leermeester aanwezig zijn om de scholier te begeleiden. Ook moet het werk op het leerbedrijf aansluiten op de theorie van de opleiding.
MBO-opleidingen worden aangeboden in twee varianten:
- de beroepsopleidende leerweg (BOL): de leerling brengt minimaal 20% en maximaal 60% van zijn opleiding door in de beroepspraktijk. Dat gedeelte wordt stage genoemd
- de beroepsbegeleidende leerweg (BBL): de leerling brengt minimaal 60% van zijn opleiding door in de beroepspraktijk. Dat gedeelte wordt leer(werk)baan genoemd.

De kenniscentra beroepsonderwijs bedrijfsleven moeten zorg dragen voor voldoende leerbedrijf van goede kwaliteit. Daarvoor controleren de kenniscentra alle leerbedrijven en geven ze een erkenning af aan leerbedrijven die voldoen aan de minimale kwaliteitseisen. 